# Валвейк (футбольний клуб)
«Валвейк» (нід. Rooms Katholieke Combinatie Waalwijk) — професіональний нідерландський футбольний клуб з однойменного міста. Виступає в Ередивізі, найвищій футбольній лізі Нідерландів. Домашні матчі проводить на стадіоні «Мандемакерс», який вміщує 7 500 глядачів.

## Історія
Клуб був створений 26 серпня 1940 року і почав грати домашні ігри на стадіоні «Олімпія». Його новий стадіон «Мандемакерс» був відкритий в 1996 році. Першим суперником, якого прийняв «Валвейк» на новій арені стала «Рода». Хоча «Валвейк» і вважається одним із найменших клубів Нідерландів, за рівнем гри ця команда протягом багатьох років не поступалася найкращим голландським клубам. Основні кольори команди — жовтий і синій.
В кінці сезону 2006-07, «Валвейк» був понижений у класі і опустився до Еерстедивізі після поразки в стикових матчах проти «ВВВ-Венло».
3 червня 2009 року клуб був підвищений у класі і потрапив в Ередивізі після перемоги в плей-оф над «Де Графсхап». Проте в наступному сезоні команда фінішувала останньою лише з 15 очками у активі. В сезоні 2010-11 вони зайняли перше місце в Еерстедивізі і повернулися до еліти.
Після чергового пониження в класі за підсумками сезону 2013-14, «Валвейк» зайняв останнє місце в сезоні 2014-15 другого дивізіону, але уникнув пониження до Твіддивізі — Третього дивізіону Нідерландів. «Валвейк» врятували дві команди з Твіддивізі, що отримали право переходу до Еерстедивізі, але відмовились переходити до професійної ліги. У сезоні 2016-17 клуб програв плей-офф за пуівку до Ередивізі команді «Еммен» з рахунком 2-5.
У сезоні 2017-18 «Валвейк» зайняв 16-те місце з 20-ти у Еерстедивізі. А вже у 2019 році, вперше за п'ять років, здобув право підвищення до Ередивізі, вибивши в плей-оф «Гоу Егед Іглз» (0-0; 5-4).
В кінці сезону 2019-20 «Валвейк» займав останнє місце в Ередивізі, але знову уник пониження, оскільки сезон не був завершений через пандемію коронавірусної хвороби. У наступному сезоні клуб сам спромігся уникнути пониження, зайнявши 15-те місце.
За підсумками сезону 2024-25 клуб вибув із Ередивізі посівши 17-е місце.

## Досягнення
- Перша ліга:
  - Переможець (2): 1987-88, 2010-11